# Michael C. Fox
Pour les articles homonymes, voir Fox.
Ne doit pas être confondu avec Michael J. Fox ou Michael Fox.
Michael C. Fox est un acteur britannique né le 5 janvier 1989 à High Wycombe en Angleterre. Il est principalement connu pour le rôle du valet de pied Andrew Parker dans les saisons 5 et 6 de la série télévisée Downton Abbey. 

## Carrière
Michael Fox est encore un enfant lorsqu'il débute à l'écran dans des séries télévisées comme The Mrs Bradley Mysteries, Little Big Mouth et Familiy Affairs. En 2013, il est diplômé de la Central School of Speech and Drama, l'une des grandes écoles d'art dramatique britanniques, après avoir échoué pendant trois ans aux sélections d'entrée.
Vingt mois plus tard, il décroche le rôle du valet de pied Andrew Parker pour les 5e et 6e saisons de la série britannique Downton Abbey.
En 2014, il fait ses débuts sur grand écran dans Dangerous People d'Henrik Ruben Genz, aux côtés de James Franco, Kate Hudson et Omar Sy. En 2016, Christopher Nolan lui confie un rôle dans Dunkerque, film retraçant l'Opération Dynamo de 1940.
En 2019, il reprend le rôle d'Andrew Parker dans le film Downton Abbey qui fait suite à la série du même nom.

## Vie privée
Michael Fox est le compagnon de l'actrice Laura Carmichael, qui joue le rôle de Lady Edith Crawley dans Downton Abbey. Selon le Daily Mail, le couple s'est formé fin 2015 après s'être rencontré sur le tournage de la série. Selon The Sun  il a un fils Luca, né en mars 2021 de son union avec Laura Carmichael ; le couple vit à Londres.

## Filmographie

### Cinéma
| Année | Titre                              | Réalisateur       | Rôle                 | Notes         |
| ----- | ---------------------------------- | ----------------- | -------------------- | ------------- |
| 2013  | Bonver                             | George Fox        | jeune Bonver         | Court-métrage |
| 2014  | Dangerous People                   | Henrik Ruben Genz | Bobby Witkowski      | Long-métrage  |
| 2017  | Dunkerque                          | Christopher Nolan | ingénieur            | Long-métrage  |
| 2019  | Downton Abbey                      | Michael Engler    | Andrew (Andy) Parker | Long-métrage  |
| 2022  | Downton Abbey 2 : Une nouvelle ère | Simon Curtis      | Andrew (Andy) Parker | Long-métrage  |

- 2025 : Downton Abbey 3 de Simon Curtis

### Télévision
| Année       | Titre                     | Rôle             | Notes                       |
| ----------- | ------------------------- | ---------------- | --------------------------- |
| 2000        | The Mrs Bradley Mysteries | Ronnie Midwinter | Série (1 épisode)           |
| 2001        | Little Big Mouth          | Kevin Armstrong  | Série (1 épisode)           |
| 2001        | Family Affairs            | Harry Roswell    | Série (2 épisodes)          |
| 2014        | Les Nouveaux Mondes       | Luke             | Mini-série (1 épisode)      |
| 2014        | Marvellous                | greffier         | Téléfilm                    |
| 2014 - 2015 | Downton Abbey             | Andrew Parker    | Série (saisons 5 et 6)      |
| 2015        | The Ark                   | Sem              | Téléfilm                    |
| 2017        | Les enquêtes de Morse     | Ken Wilding      | Série (saison 4, 1 épisode) |